# Charif Al Idrissi (navire)
Le Charif Al Idrissi est l'un des navires de recherche de l'Institut national de recherche halieutique (INRH) marocain, dédié aux missions de suivi de l'état des stocks des ressources démersales (espèces vivant au dessus du fond). 
Le navire pratique des opérations de chalutage de fond le long des côtes atlantique et méditerranéenne, dans les eaux allant de la côte jusqu'aux profondeurs de 800 à 1000 m. L'échantillonnage est réalisé suivant une grille de mailles adaptée dont les dimensions sont de 10 milles carrées. Depuis la façade atlantique, les opérations de chalutage se font dans le sens Sud/Nord tout le long de la ligne côtière.
Depuis la façade méditerranéenne, les opérations de chalutage se font dans le sens Est/Ouest le long de la ligne côtière.

## Missions
Les principales mission du navire sont :
- évaluation et suivi des ressources démersales (poisson de fond, céphalopodes, crevettes, merlu, etc.) ;
- étude pilote pour la prospection du poisson des petits pélagiques pour la profession ;
- élaboration des cartes de pêche ;
- étude océanographique ;
- étude des fonds rocheux et des gisements coquilliers.

Pour mener à bien ses différentes missions, le navire est en moyenne 145 jours en mer pour 600 coups de chalut réalisés pendant deux couvertures le long des côtes marocaines durant les saisons froide et chaude. Les campagnes de prospection démersales procurent les éléments scientifiques relatifs aux indicateurs biologiques des espèces cibles, les indices de biomasse et d'abondance, les indices de ponte et de recrutement, les distributions spatiales et les structures démographiques des espèces. Les principales espèces évaluées sont les céphalopodes, tout particulièrement le poulpe « Octopus vulgaris », la crevette rose « Parapenaeus longirostris », les merlus commun et noir et les principaux sparidés.